# Coupe latine de rink hockey 1961
Navigation
Coupe latine de rink hockey 1960 Coupe latine de rink hockey 1962
La Coupe latine de rink hockey 1961 est la 6e édition de la compétition organisée par le Comité européen de rink hockey. Cette édition a lieu à Barcelone, en Espagne du 2 au 4 novembre 1961. Le Portugal remporte pour la quatrième fois ce tournoi.

## Déroulement
Les quatre équipes s'affrontent toutes une fois. Le Portugal est sacré au nombre de buts encaissés.

## Classement et résultats
| Rang | Équipe   | Pts | J | G | N | P | Bp | Bc | Diff |  | Résultats |  |     |     |     |
| ---- | -------- | --- | - | - | - | - | -- | -- | ---- |  | --------- |  | --- | --- | --- |
| 1    | Portugal | 5   | 3 | 2 | 1 | 0 | 11 | 0  | +11  |  | Portugal  |  | 0-0 | 5-0 | 6-0 |
| 2    | Espagne  | 5   | 3 | 2 | 1 | 0 | 15 | 1  | +14  |  | Espagne   |  |     | 8-1 | 7-0 |
| 3    | Italie   | 2   | 3 | 1 | 0 | 2 | 8  | 14 | -6   |  | Italie    |  |     |     | 7-0 |
| 4    | France   | 0   | 3 | 0 | 0 | 3 | 0  | 19 | -19  |  | France    |  |     |     |     |